# Гримм, Мориц
Мориц Гримм (нем. Moritz Grimm, чеш. Mořic Grimm; 3 апреля 1669[…], Ахдорф, Баварское курфюршество — 17 июня 1757[…], Брно, Земли Чешской короны[…]) — архитектор немецкого происхождения, работавший в Землях Чешской короны, и, в частности, в Брно, где он создал большинство своих произведений.
Информации о его юности немного. Видимо, он обучался в Германии и, вероятно, также в Австрии. Впервые он появился на Землях Чешской короны в 1690 году, когда был внесен в реестр Пражской староместской гильдии строителей и каменщиков. В 1704 году вместе с женой Урсулой и сыном Иоанном Иаковом он переехал в Брно, где проживал до конца своей жизни. Стал гражданином Брно, проживал на сегодняшней площади Капуцинов и похоронен в Капуцинской крипте под храмом Обретения Святого Креста.
После приезда в Брно он спроектировал и построил значительное число зданий, особенно в своём городе. Примерно в 1750 году, по причине преклонного возраста, он передал дела своему сыну, Францу Антону, который продолжил дело отца вместе со своим партнером Бартоломеем Цинтнером.
Было высказано предположение, что ряд зданий в Брно, приписываемых Морицу Гримму и некоторым другим архитекторам, на самом деле работы Кристиана Александра Эдтля. Это предположение не разделяется всеми исследователями, и базируется не на документах, порой, к сожалению, утраченных, а на особенностях строительства, стилистике и архитектонике зданий.

## Некоторые работы
- Завершение строительства Доминиканского монастыря в Брно (1705–1711 гг.)
- Проект гробницы Радюи де Суше для храма Святого Иакова (ок. 1717 г.)
- Участие в строительстве замка в Бухловицах (1706–1738).
- Реконструкция дома панов Кунштата на рынке Брно (1713 г.)
- Строительство новой трапезной с библиотекой на территории Краловопольского Картезианского монастыря (после 1715 г.)
- Достройка монастыря миноритов в Брно, реконструкция костёла святых Янов, строительство Лоретанской капеллы и расширение колокольни (1716–1737 гг.)
- Строительство часовни святого Креста в Собешицах (1716–1718) (от чумы)
- Реконструкция церкви святого Лаврентия в Речковицах (1717 - 1722 гг., по чужому проекту)
- Реконструкция и достройка Усадебного дома (ныне Новая ратуша Брно) (1717–1739)
- Строительство гробницы под церковью капуцинов и перестройка территории монастыря капуцинов (1726–1739)
- Строительство нового монастыря Августинцев и реконструкция пресвитерия костёла святого Томаша в Брно (1732–1741), портал со статуями моравских маркграфов был создан в 1742–1749 годах, и в это же время он перестроил часовню Девы Марии и заново построил часовню святого Креста.
- Строительство новой башни для костёла Вознесения Девы Марии (1732–1733)
- Реконструкция и расширение Редуты (1734–1736, вероятное авторство)
- Строительство нового дома пробста Старобненского Цистерцианского монастыря (до 1737 г.)
- Дворец Шраттенбаха в Брно (ныне центральное здание библиотеки Иржи Магена) (1739 г., по чужому проекту)
- Реконструкция замков в Лисицах, Гротовицах и Хрлице.
- Реконструкция церквей:
  - Костел святого Георгия в Оржехове-Тиковице (1720-1725)
  - Церковь Святого Николая в Деблине
  - Церковь в Кийове

## Галерея некоторых работ

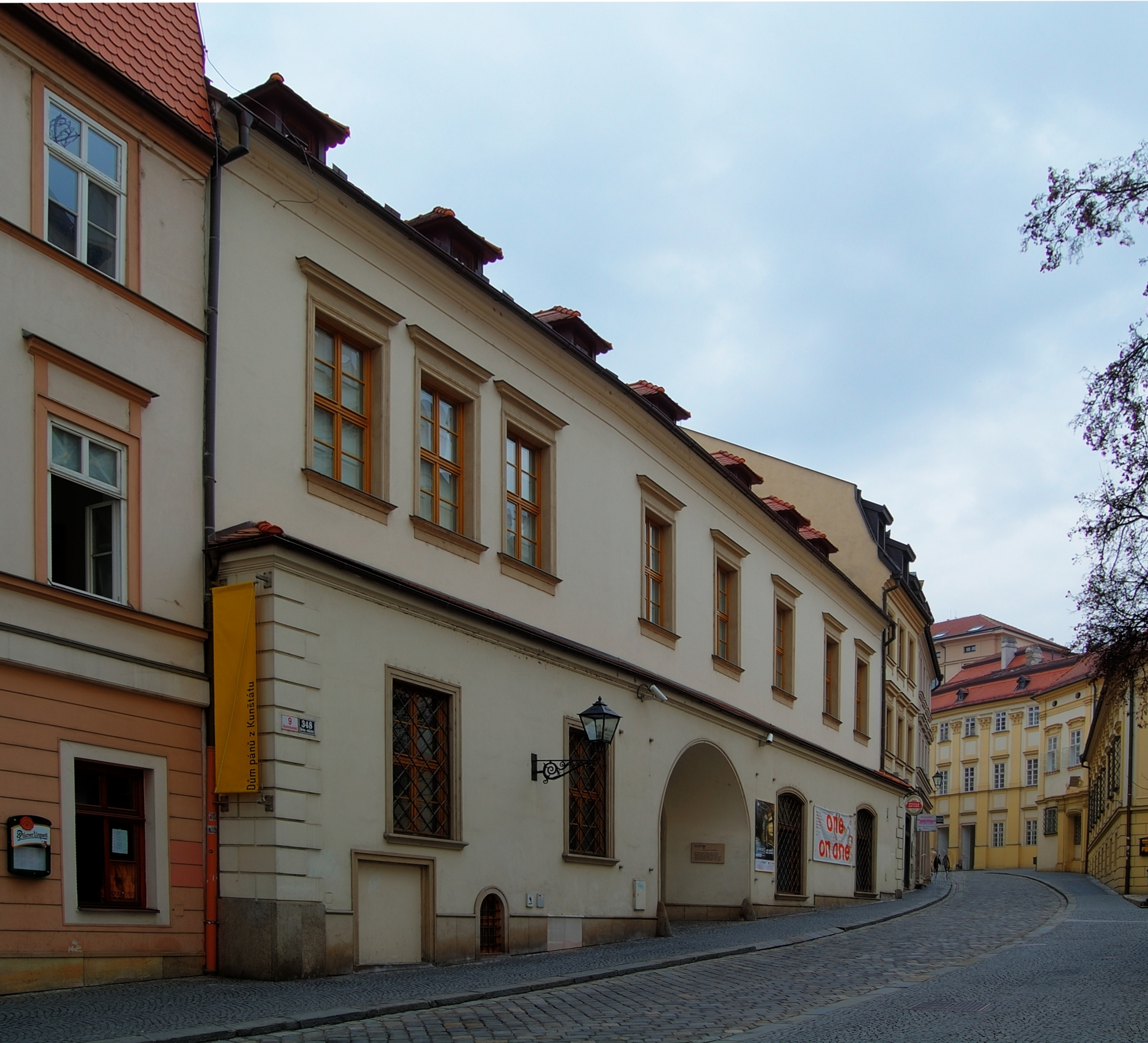
Дом панов Кунштата на рынке Брно
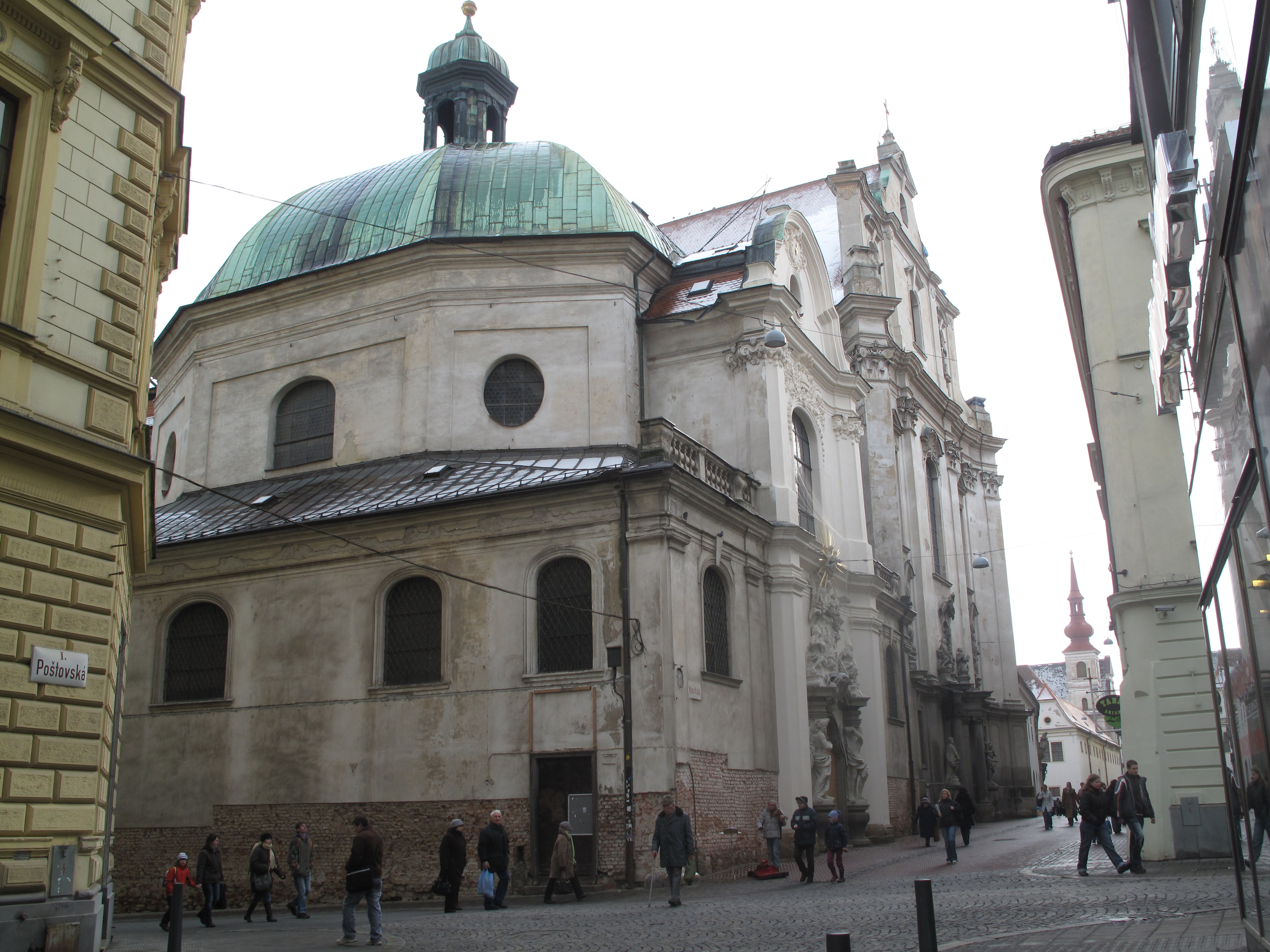
Храм святых Иоанна Крестителя и Иоанна Богослова в Брно
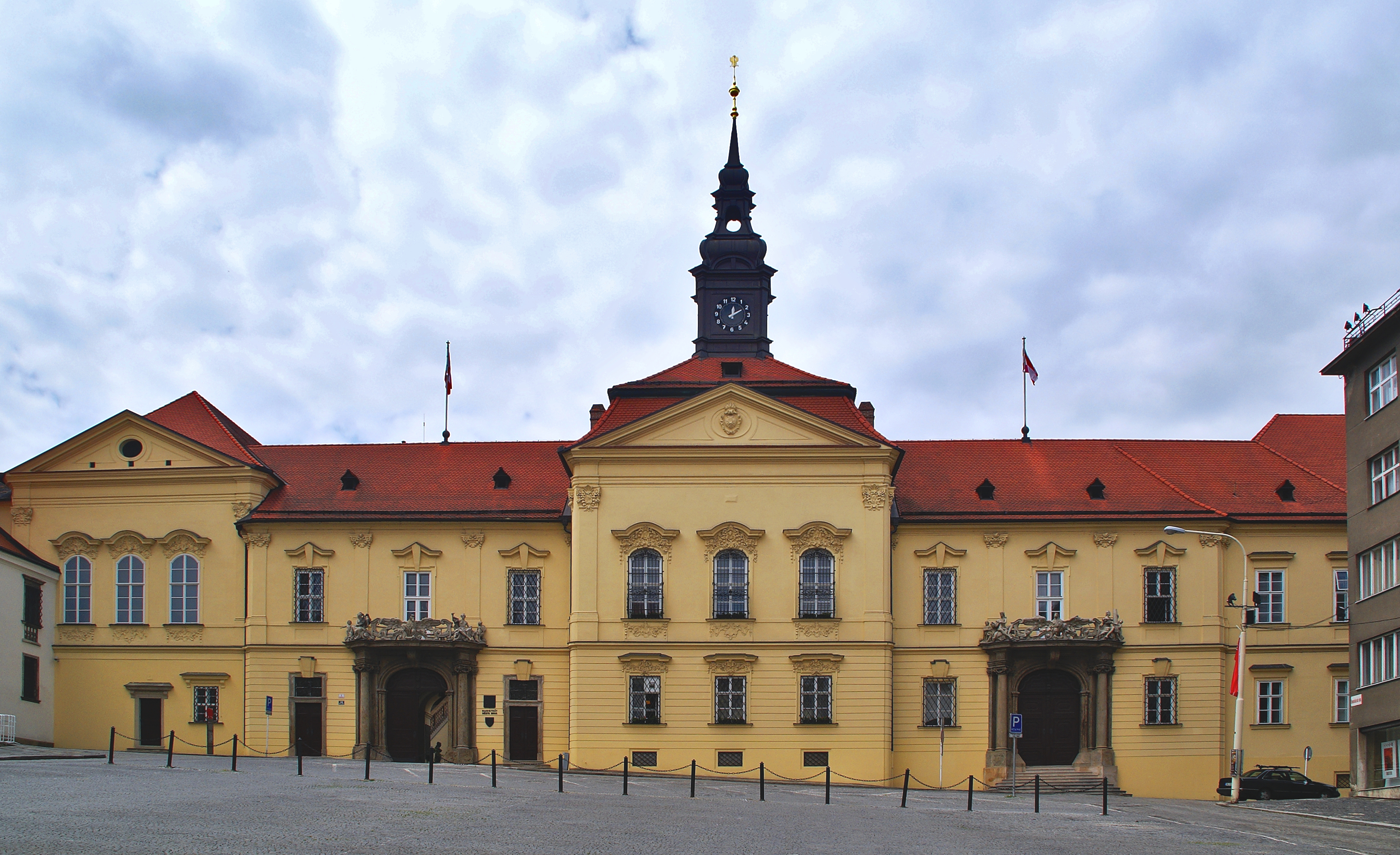
Новая ратуша Брно
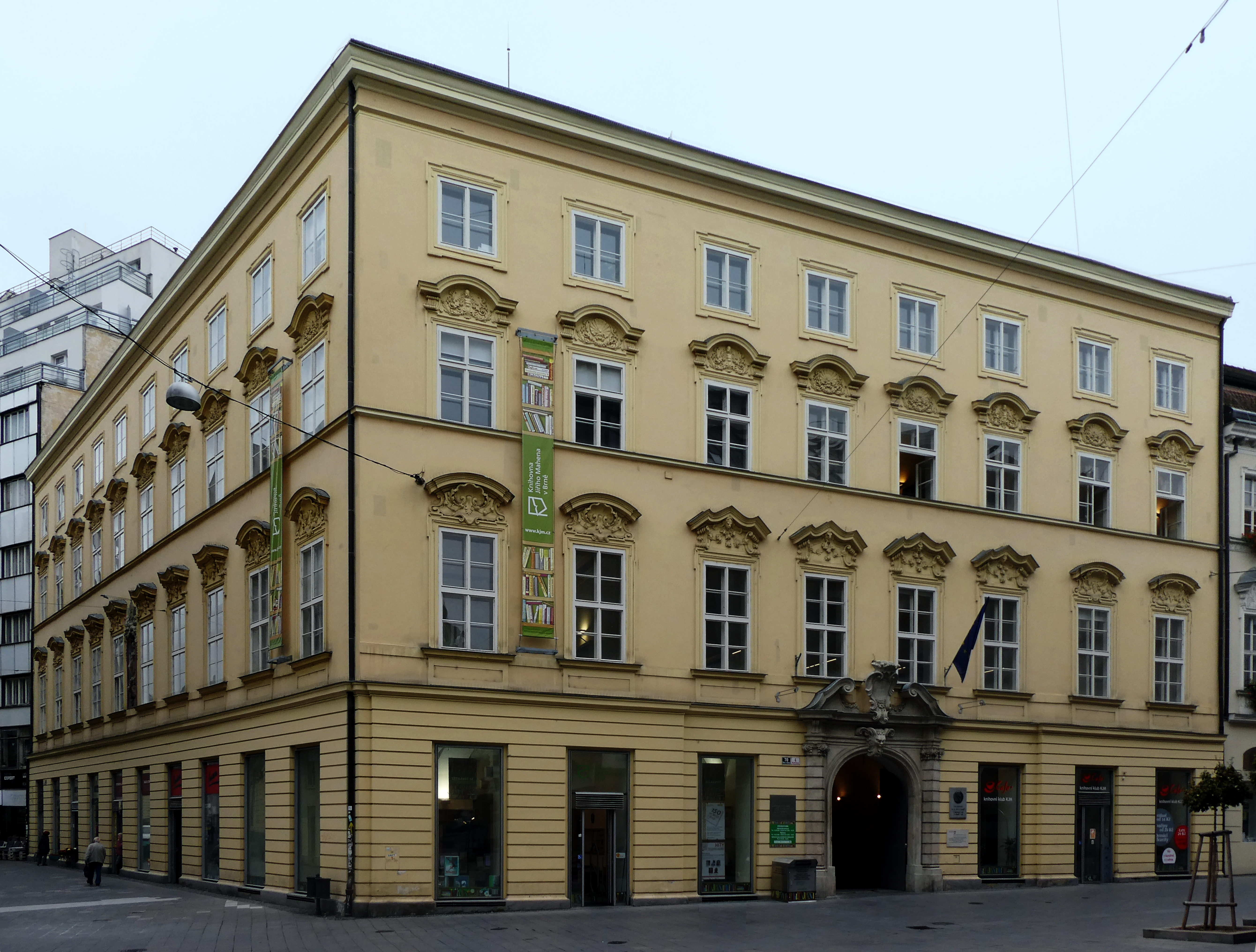
Дворец Шраттенбаха в Брно
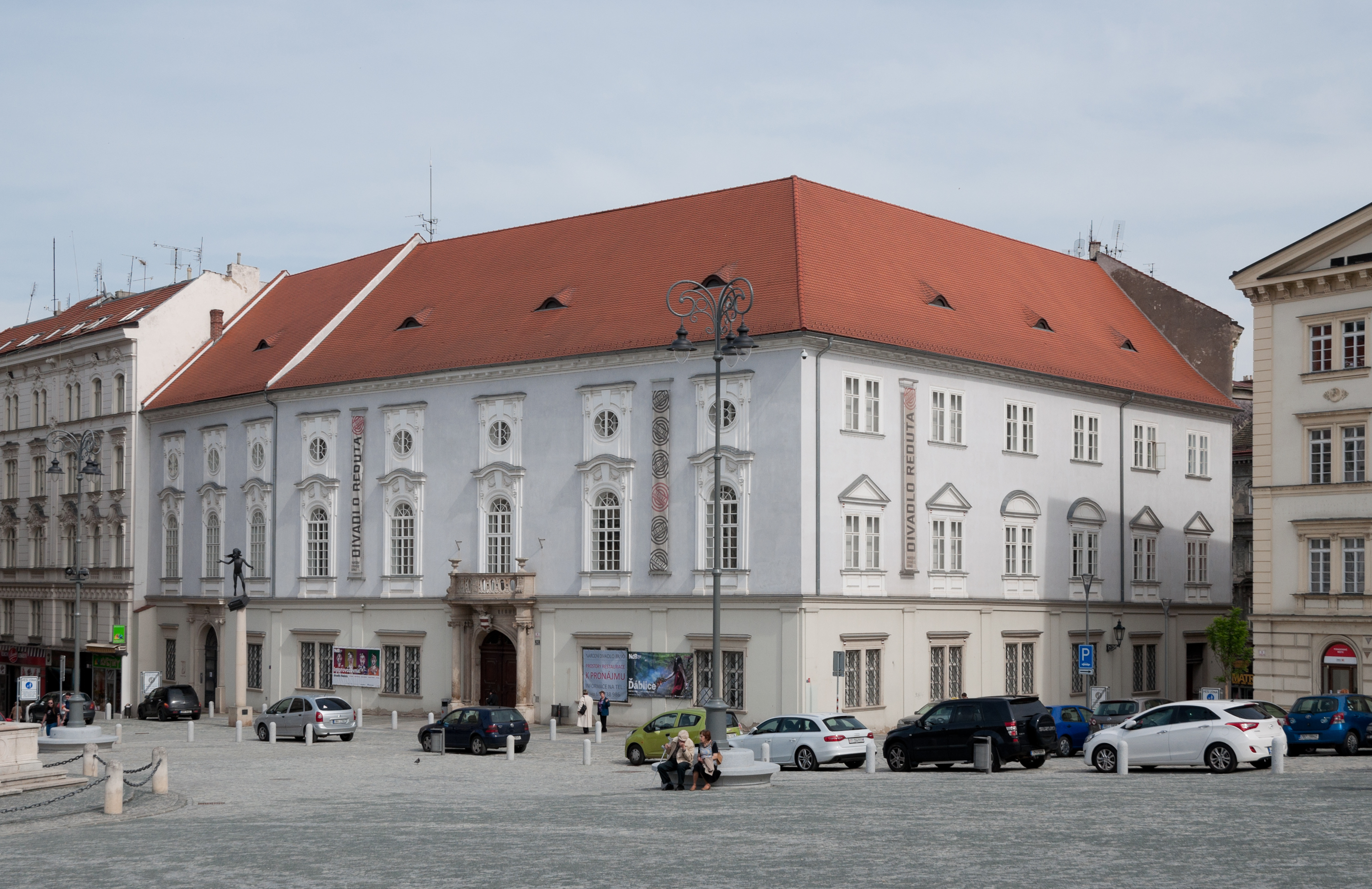
Театр Редута
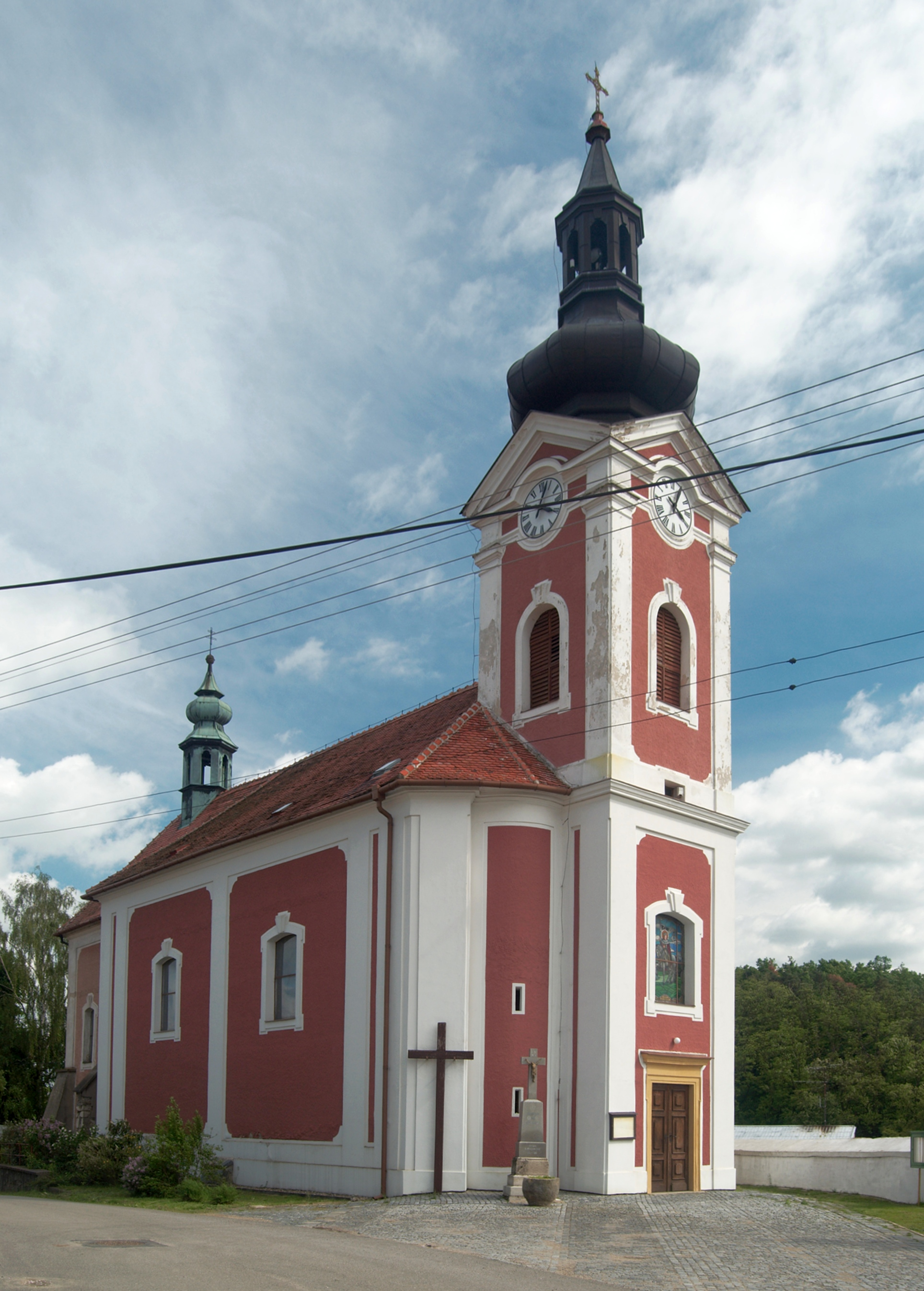
Костел святого Георгия в Оржехове-Тиковице